# Maître des Prélats bourguignons
Le Maître des Prélats bourguignons est un maître enlumineur dont l’identité demeure incertaine. Il doit ce nom de convention aux commandes passées par des évêques et abbés de la région bourguignonne. Plusieurs hypothèses ont été avancées concernant l'identification de l'artiste : la plus probable serait celle de Pierre Changenet, artiste actif à Dijon de 1478 à 1503. Selon les récentes recherches, il serait cependant plus pertinent de parler des Maîtres des Prélats bourguignons, le nom de convention regroupant plusieurs styles différents, attribuable à trois artistes.

## Un Maître anonyme et trois styles différents
Le Maître des Prélats bourguignons est un nom générique faisant probablement référence à un artiste très connu à Dijon et actif à la fin des années 1470 et au début des années 1500. L'hypothèse la plus accréditée remonte à 1975 et est soutenue par la chercheuse Nicole Reynaud, qui semble identifier cet artiste avec la figure de Pierre Changenet. Depuis lors, les études des années 90, ainsi que celles encore en cours, ont été essentielles pour identifier un corpus de trente manuscrits, couvrant une période de 1465 à 1505. L'hétérogénéité du corpus semble révéler la présence de plusieurs mains. En effet, les études les plus récentes semblent confirmer trois personnalités distinctes, dont un maître et deux autres artistes appartenant au même atelier.
Ces mêmes hypothèses récentes identifient ces artistes comme les membres de l’atelier des Changenet, alors extrêmement prospère. Cette famille d’artistes était très active à Dijon et connue par les artistes contemporains si bien que la maison fonde deux autres ateliers et les artistes de l'entourage se préoccupent d'observer les nouveautés, voire de poursuivre l’activité artistique.
Un premier atelier était à Dijon, fondé dans la seconde moitié du XVe siècle par Jean I Changenet, rue de la Verrerie, poursuivi par son fils Pierre Changenet et plus tard transmis à son fils Henri. Un deuxième atelier se situait à Avignon, fondé au début des années 1480 par Jean II Changenet, frère de Pierre, rue de la Miraillerie, où l’effervescence artistique était particulièrement marquée entre la fin du XVe siècle et le début du XVIe siècle notamment par l’installation de la papauté à Avignon au XIVe siècle. Un troisième atelier était également actif en Provence à Marseille, conduit par les artistes Bernardino Simondi et Josse Lieferinxe (1597-1508). Ce dernier était le gendre de Jean II Changenet,  dont il avait épousé la fille, Michèle, en 1503 à Avignon. Cet atelier  marseillais accueillait également Honorat Labe, un apprenti de Jean II Changenet,.
Enfin, l’atelier Changenet dépasse les frontières grâce à Juan de Nalda, “compagnon espagnol” de Jean II Changenet. Ce dernier, en effet, s’engage à accueillir en novembre 1493 cet artiste dans son atelier avignonnais pour trois ans, ce que lui permet de devenir un véritable héritier de Changenet.

## Les groupes stylistiques

### Le groupe stylistique 1 (1465-1475)

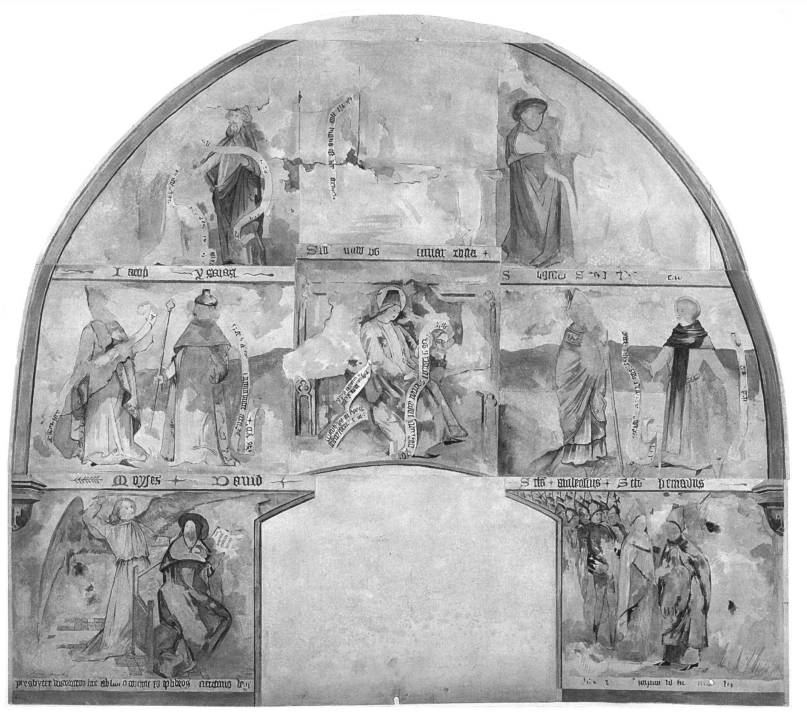
Fig 5. Jean I Changenet, Chapelle Dorée, détail du mur nord-est, vers 1470, Cathédrale Saint Lazare, Autun.

La clientèle de ce premier groupe est assez vaste et diversifiée car elle inclut des membres de la noblesse, comme François de Borselen, membre de la cour de Bourgogne, des représentants de la classe marchande, comme Philibert Pillot, ainsi que des membres de la classe ecclésiastique à plusieurs niveaux hiérarchiques, dont le prêtre de Frages, Jean Board, près de Chalon-sur-Saône ; le cardinal Jean Rolin, et le chanoine Ferry de Clugny. Le langage du premier Maître fait référence à une tradition bourguignonne locale méridionale, caractérisée par des formes rigides et une certaine sensibilité pour les enluminures flamandes des années 1460. Ce maître est connu pour l’expressivité exacerbée, une prédilection pour la grisaille et, en particulier, une intéressante inventivité, en variant les dispositions du décor marginale, caractérisé parfois par scènes en brunaille ou en camaïeu doré, ou un cadre architectural avec les statues dans les niches, le paysage continu avec la narration simultanée, ou encore, par les marges divisées en compartiments rectangulaires. D’ailleurs, à ce premier artiste sont attribuées la décoration de la Chapelle dorée d’Autun, datée de 1470 (fig. 4), et le retable commandé par Jean Rolin en 1470, représentant la Pietà et divisé entre le Musée de Sainte-Croix de Poitiers et le Petit Palais d’Avignon. En effet, la morphologie des visages, les proportions et les formes géométriques simplifiées rappellent celles des Heures de Philibert Pillot (fig.3) (Autun, Bibliothèque municipale, ms. 269).
Aujourd’hui les études semblent voir en Jean I Changenet le premier peintre des Prélats. Il est promu peintre à Dijon en 1466. Sa renommée est assez rapide puisqu’il participe aux décors des entrées de Philippe Le Bon à Dijon en 1454 et de Charles le Téméraire en 1461. Il joue également un rôle important dans le service funèbre de Philippe le Bon en 1467. Sa période d’activité est attestée entre les années 1449 et 1468.

Bien que sa date de naissance demeure inconnue, Jean I Changenet serait mort entre 1472 et 1473 laissant derrière lui cinq ou six enfants dont Pierre Changenet et Jean II Changenet.

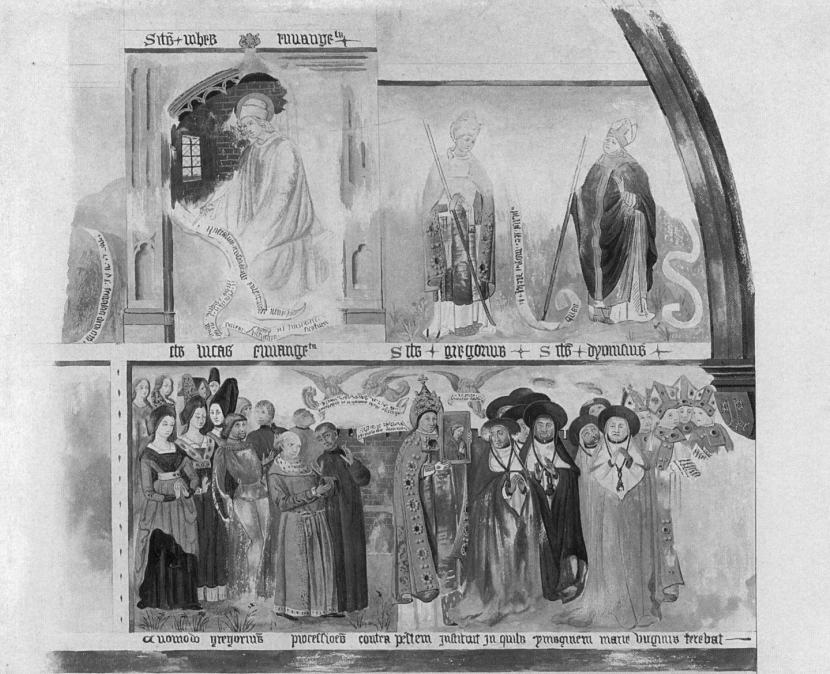
Fig 4. Jean I Changenet, Procession effectuée par le Pape Grégoire le Grand vers le Château Saint-Ange, détail du mur nord-est, Cathédrale Saint-Lazare, Autun.

#### Œuvres
Au premier groupe stylistique sont attribués environ treize manuscrits, datés de 1465 à 1475 :
- Missel de Ferry de Clugny, vers 1465 (Sienne, Biblioteca comunale, ms. XVI)[13].
- Faits de Romains, vers 1465 (Princeton University Library Garrett, ms. 129)[14].
- Heures de Jacqueline de Bavière, vers 1465-70 (collection particulière)[15].
- Heures Tabourot-Bernand, vers 1465-70 (Montréal, McGill, LRCS, ms. 154)[16].
- Heures dites de Chabannes, vers 1465-70 (Ramsen, Heribert Tenschert, collection particulière)[17].
- Bréviaire à l’usage d’Autun, vers 1470 (San Marino, Huntington Library, ms. 1077)[18].
- Livre d’Heures, vers 1470-75 (Rome, Biblioteca dell’Accademia Nazionale dei Lincei e Corsiniana, 55K.8)[19].
- Heures à l'usage d’Autun, vers 1470 (Copenhague, Kongelige. Bibliotek. Thott 539)[20].
- Heures de Chalon-sur-Saône, vers 1470 (Paris, Bibliothèque de l’Arsenal, ms. 634)[21].
- Heures de Philibert Pillot, vers 1470-75 (Autun, Bibliothèque municipale, ms. 269)[22].
- Heures André Serre, vers 1470-75 (Londres, British Library Harley, 3181)[23].
- Heures à l’usage de Rome, vers 1470-1475 (New York, New York Public Library, Spencer 43)[24].
- Chemin de Paradis de 1473 (Bruxelles, Bibliothèque Royale, ms. IV 823)[25],[26]

### Le groupe stylistique 2 (1475-1505)
La clientèle de ce deuxième artiste est principalement composée de nobles marchands. D’un point de vue stylistique, ce deuxième artiste reprend la manière fluide de la matière picturale du premier artiste, les influences de la peinture flamande et la décoration des marges en compartiments rectangulaires ou en camaïeu doré. Cependant, il s’en distingue par une écriture plus relâchée, des types morphologiques différents, plus arrondis, et de nouveaux modèles décoratifs, comme les bordures de formes variées ou les mises en page conçues comme des tableaux en trompe-l'œil.
L’évolution stylistique montre premièrement une expressivité exacerbée entre les années 70-80 du XVe siècle, puis une simplification des formes vers les années 90, et ensuite un traitement plus nuancé des volumes et une palette plus tendre vers la fin des années 90. Le style développé dans les Heures Berbisey représente la dernière phase stylistique de l’artiste, qui vers les premières années de 1500 expérimente des formes plus amples et des volumes plus contrastés, tout en maintenant une palette intense et un tracé des silhouettes bien défini.
Pour l’identification de ce deuxième peintre des Prélats, les études conduisent à la figure de Pierre Changenet, fils de Jean Ier Changenet. Il est reçu maître le 14 décembre 1478. Il est élu juré de métier de peintre en 1479, en 1480-1481, de 1486 à 1493 puis de 1496 à 1497. Il se tient toutes les fois, sauf une, aux côtés d’un autre peintre dijonnais, Thiébaut Laleurre. Son activité s’étend de 1478 à 1503. Tout comme son père, il participe aux décors de la ville notamment en cousant et peignant la bannière de la trompette de la ville en 1490. Sa date de naissance n’est pas connue. Il meurt en 1503 des suites d’une maladie laissant deux enfants dont Henri Changenet.

#### Œuvres
Le deuxième groupe stylistique poursuit certaines commandes du premier groupe et comprend treize manuscrits, datés entre 1475-1505 :
- Heures à l’usage de Rome, vers 1475-1480 (Paris, Bibliothèque de l’Arsenal, ms. 645)[29],[30].
- Heures à l’usage de Langres, vers 1480-1485 (Dijon, Bibliothèque municipale, ms. 2555)[31].
- Heures à l’usage de Rome, vers 1480-1485 (dispersé dans les collections particulières)[32].
- Heures à l’usage de Rome, vers 1485-90 (localisation actuelle inconnue)[27][32].
- Heures à l’usage de Langres, vers 1490-95 (Langres, Bibliothèque diocésaine, ms.553)[33].
- Heures à l’usage de Langres, vers 1495-1500 (Langres, Bibliothèque Marcel-Arland, ms. 4)[34].
- Heures à l’usage de Langres, vers 1495-1500 (Langres, Bibliothèque de la Société historique et archéologique, ms. 166)[35].
- Heures à l’usage de Rome, vers 1500-1505 (Moscou, Bibliothèque d'Etat de Russie, ms. 483)[36].
- Heures à l’usage de Rome, vers 1500-1505 (localisation actulelle inconnue)[32].
- Heures à l’usage de Rome, vers 1505 (collection particulière)[36].
- Heures à l’usage de Rome, vers 1505 (Cambridge, Fitzwilliam Museum, ms. 113)[36].
- Heures de Villiers, vers 1505 (Logan, Utah State University Merril-Casoer Special Collections and Archives, Vaul Book 360)[36].
- Heures Berbisey, vers 1500 (Dijon, Bibliothèque municipale, ms. 3765)[37].

Concernant les attributions faites :
- Les Heures Mabon (Collegeville, St John’s University, Hill Museum and Manuscript Library, Rare Books and Collections)[38].
- Un livre d’Heures fragmenté (Londres, Sotheby’s 1998, 23 janvier lot.71)[39].
- Ses folios détachées, comme celui de la Visitation (Philadelphia, collection particulière)[40].
- Trois manuscrits daté 1480 (Dijon 2555, Londres, Sotheby’s 10 juillet 1972, lot.77, Londres, Sotheby’s 1 décembre 1987, lot 46)[41].

### Le groupe stylistique 3 (1480-1500)
La clientèle, comme celle du premier, est composée essentiellement de prélats et de laïcs, dont l'évêque Antoine de Chalon, successeur du cardinal Jean Rolin ; l'abbé de Saint-Étienne à Dijon, Richard Chambellan ; les nobles de la classe marchande, comme la famille Gaigne, dont le membre Barthelemy Gaigne devient procureur général du Parlement de Bourgogne à Dijon en 1516.
Cet artiste reprend les compartiments rectangulaires du premier et se distingue du second par une écriture plus soignée, plus fine et plus claire, une palette plus variée et des types morphologiques plus délicats. Les éléments décoratifs sont sobres, clairs et particulièrement soignés sur les bordereaux, ornés de rinceaux et fleurs sur fond jaune imitant l'or, ou sur fond de parchemin. Enfin, les compositions sont originales et rappellent certains modèles iconographiques du contexte avignonnais.
Pour l'identification du troisième peintre des Prélats, les études sont encore en cours.

#### Œuvres

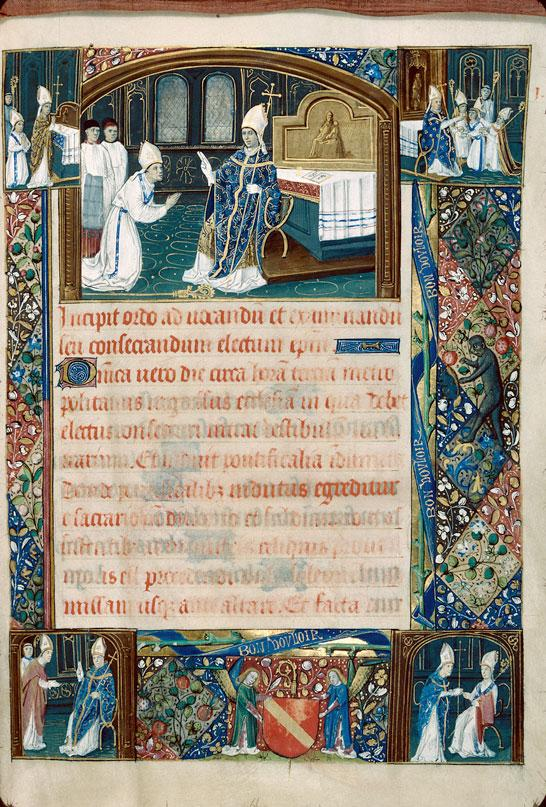
Fig. 13. Maître des Prélats bourguignons, Fronstispice du Pontifical d'Antoine de Chalon, évêque d'Autun, vers 1483-1500, Bibliothèque municipale d'Autun, ms. 129, folio 1 recto.

Au troisième groupe stylistique sont attribués huit manuscrits faisant partie des commandes du premier Maître, exécutés entre 1480-1500 parallèlement à l'œuvre du deuxième maître :
- Pontifical d’Antoine de Chalon, vers 1483 (Autun, Bibliothèque municipale, ms. S 151(129)[43].
- Pontifical d’Antoine de Chalon second volume, vers 1483 (Autun, Musée Rolin, inv.SE 127)[44].
- Heures Vallot, vers 1485-1490 (Paris, collection particulière)[12].
- Missel de Richard Chambellan (dit aussi Missale Sancti Stephani Divionensis) (Fig.7), vers 1490 (Paris, Bibliothèque nationale de France, ms. lat 879)[45].
- Heures de Barthélemy Gaigne, vers 1490-1495 (collection particulière)[12].
- Heures à l’usage d’Autun, vers 1490-1495 (collection particulière)[12].
- Heures à l’usage de Rome, vers 1495-1500 (Cambridge, Fitzwilliam Museum, ms.73)[12].
- Heures, vers 1495-1500 (Cambridge, Howard University, Houghton Library, ms.lat 249)[46],[47]

## Le Maître des Prélats bourguignons: Pierre Changenet
Il existe plusieurs éléments permettant de reconnaître en Pierre Changenet l'un des miniaturistes les plus connus en Bourgogne à la fin du XVe siècle.

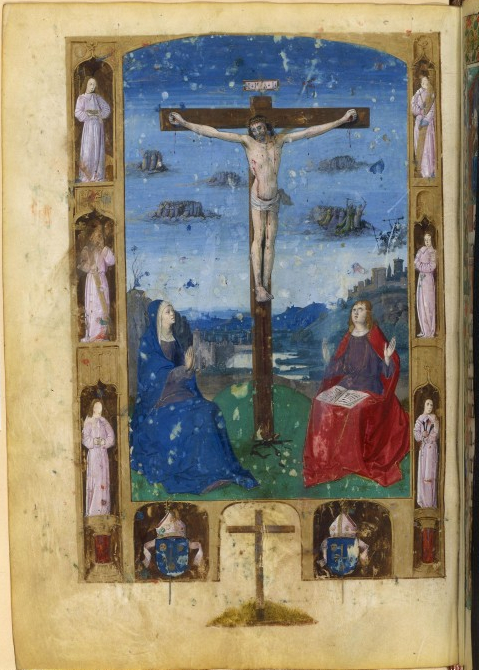
Fig. 2 Maître des Prélats bourguignons, Missel de Richard Chambellan (ou Missel Sancti Stéphani Divisioniensis), Crucixifion, vers 1490, parchemin, 245 mm X 170 mm Paris, Bibliothèque nationale de France, f.105 v, ms. lat 879.

Tout d'abord, lorsque le patricien Nicolas Bouesseau commande à l'un des Changenet le retable pour la cathédrale de Notre-Dame à Dijon, il choisit d'engager le peintre et portraitiste Jean II Changenet, qui, avait son atelier à Avignon. Quant à son frère Pierre, bien qu'artiste actif à Dijon, il était principalement spécialisé dans la miniature. Cet élément confirme les deux spécialisations différentes des frères et des membres de l'atelier Changenet.
Un autre élément confirmant l'activité de Pierre Changenet en tant qu’habile miniaturiste est le tableau Le Calvaire du Parlement de Dijon (fig.1) de Josse Lieferinxe (Musée du Louvre, 1500-1505). Acquis par le Musée du Louvre en 1962, il devait être exposé dans la Chambre dorée du Parlement de Dijon jusqu’en 1785-1790. Il n'est pas encore certain si le tableau faisait partie du cycle de la Vie de la Vierge (Avignon, Musée du Petit Palais) ou s'il constituait un retable unique avec le Cycle de saint Sébastien (aujourd'hui dissocié et dispersé) avec les peintures de la Piétà d'Anvers (Anvers, Koninklijk Museum voor Schone Kunsten) et l'Ecce Homo de Milan (Milan, Pinacoteca di Brera).
Ce tableau représente au premier plan la Vierge et saint Jean au pied de la croix, avec Jésus crucifié, tandis qu'à l'arrière-plan se trouvent des anges et une foule d'élus. Ces derniers sont guidés par saint Michel brandissant une épée et repoussant les damnés. Cette même composition apparaît également dans la Crucifixion (fig. 2) du Missel de Richard Chambellan (Paris, Bibliothèque nationale de France, ms. lat 879), abbé de Saint-Étienne à Dijon, daté entre 1477 et 1495, et attribué au Maître des Prélats/alias Pierre Changenet. Or, Josse Lieferinxe, étant le gendre de Jean II Changenet, a été fortement influencé stylistiquement par l'œuvre des Changenet, dont il a repris divers modèles iconographiques. Il n'est donc pas improbable que ce modèle iconographique provienne de l'atelier Changenet, et plus particulièrement de Pierre Changenet, dont la Crucifixion précède de quelques années le Calvaire peint par Lieferinxe,.

## Les Changenet et le Maître de Neufchâtel

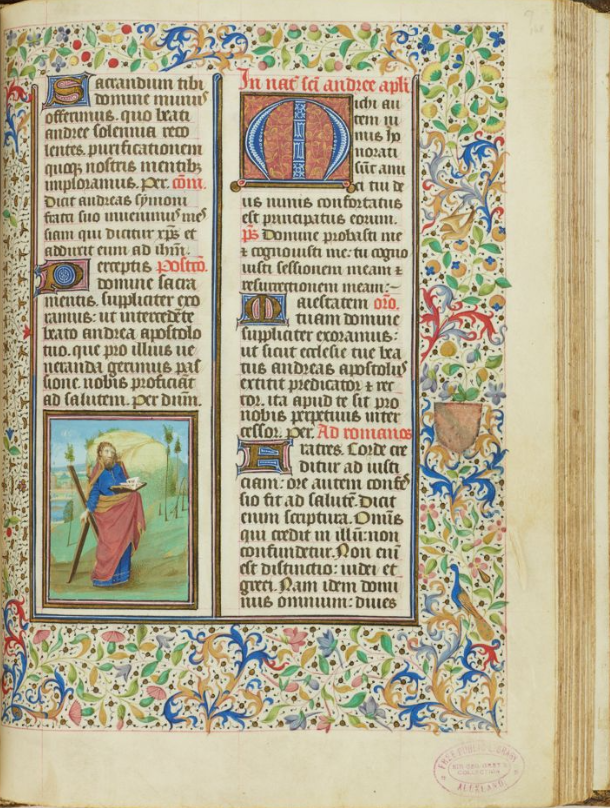
Fig. 12. Maître de Charles de Neufchâtel (Jean I Changenet ?), Saint André, détail du Missel de Charles de Neufchâtel, Missale ad usum Romanum, volume 1, Dijon ?, vers 1465-1470 (après 1463 et avant 1480), parchemin, 30,5x22,5cm (feuillet). Auckland, Auckland City Libraries, f.168r. Ms. Med. Ms. G.138.

En soutenant l'identification de Jean I et Pierre Changenet comme le premier et le deuxième artiste du Maître des Prélats, deux éléments sont assez remarquables à cet égard. Avant tout, le Missel de Ferry de Clugny (Sienne, Biblioteca comunale, ms. XVI), réalisé en 1460 est attribué au premier groupe stylistique, alias Jean I Changenet. Celui-ci présente des compositions iconographiques parallèles à celles produites en 1460 par le Maître du Missel de Charles Neufchâtel, archevêque de Besançon (1463-1480), tant qu’on peut reconnaître la même main (Fig 12).
Ce Maître réalise dans les années 1460 pour l'archevêque un Pontifical en grisaille (Porrentruy, Bibliothèque cantonale jurassienne, ms. 10) et un Missel un deux volumes (Auckland, Auckland Library, ms. G 138). L’analogie stylistique entre ces œuvres pousse de plus en plus les chercheurs à identifier le Maître de Neufchâtel avec Jean I, qui transmet son savoir-faire à son fils Pierre, lequel conduit l’atelier familial en 1478 après la mort du père,. Il faut souligner que le premier groupe stylistique du Maître des Prélats, alias Jean I, est également l'artiste des fresques de la Chapelle Dorée d’Autun (figg. 4;5). Les Heures Berbisey (Dijon, Bibliothèque municipale, ms. 3765), attribuées à Pierre Changenet, représentent la procession effectuée par le Pape Grégoire le Grand vers le Château Saint-Ange (fig.6), lors de la peste survenue en 590. Cette scène apparaît également dans la Chapelle Dorée, ce qui témoigne de l'influence du premier Maître des Prélats sur Pierre Changenet. En effet, les fresques de la Chapelle Dorée montrent les Évangélistes accompagnés à gauche de deux prophètes et à droite de deux Docteurs de l'Église (Fig 4). Dans le manuscrit, les Évangélistes sont également accompagnés à gauche par un prélat nimbé. Cette iconographie très particulière témoigne encore une fois que Pierre s'inspirait de son père.

## La continuité stylistique au sein de l'atelier Changenet
L'étude approfondie des manuscrits ci-dessus confirme la reprise des plusieurs motifs iconographiques transmis par les Changenet de génération en génération.

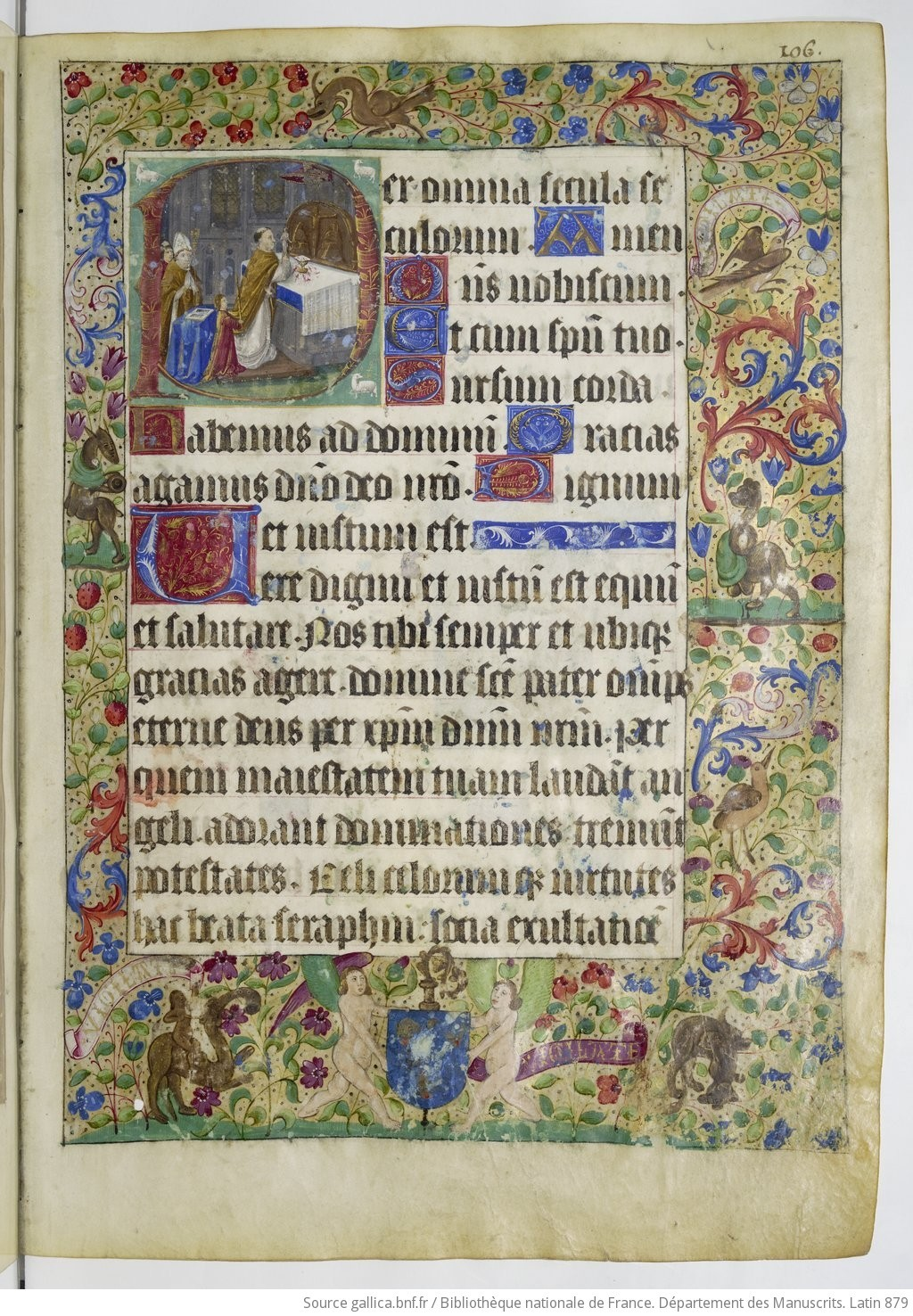
Fig.8 Maître des Prélats bourguignons, Missel de Richard Chambellan ou Missale Sancti Stephani Divionensis, Corpus Christi première lettre, détail du prélat agenouillé devant le prêtre qui tient le corps du Christ, 1485-1490. BnF.

Un exemple particulièrement important est le Missel de Richard Chambellan (fig.7) (Paris, Bibliothèque nationale de France, ms. lat 879) attribué au troisième groupe stylistique. Dans le Missel, chaque fête est représentée par une page richement illustrée, ornée d'une grande initiale historiée. Le cadre des lettres historiées présente une forme rectangulaire ou carrée, qui accueille une scène narrative à l'intérieur. Les deux lettres historiées du canon des messes montrent une iconographie très curieuse. La première lettre représente un prélat agenouillé devant le prêtre qui tient le corps du Christ, tandis qu'à l'arrière se trouve l'autel avec la patène et une nappe ensanglantée. La deuxième lettre, quant à elle, montre le pape entouré des cardinaux, chargeant Thomas d'Aquin de composer un office en l'honneur du Corpus Christi (fête) (fig.8; 9). Selon les interprétations de l'historien François Avril, il s'agirait du miracle de l'Hostie sanglante, survenu à Bolsena en 1263, et qui fut donnée par le pape Eugène IV au duc de Bourgogne, Philippe le Bon, en 1433, pour être vénéré dans la Sainte-Chapelle de Dijon. Ainsi, la connaissance de cet événement par le troisième Maître des Prélats, oriente une fois de plus vers la maison Changenet : Jean I Changenet était artiste à la cour de Philippe le Bon, comme mentionné ci-dessus, il n'est pas donc improbable que cet événement, vécu du temps du duc de Bourgogne, ait été ensuite transmis au troisième Maître, durant deux générations.D’ailleurs, les initiales et les mises en page du Missel de Richard Chambellan (Paris, Bibliothèque nationale de France, ms. lat 879) sont originales et témoignent de l'influence des modèles propres au contexte avignonnais de Jean II Changenet, actif à Avignon en 1495. Ce dernier avait été appelé spécialement à Avignon par Nicolas Bouesseau pour un retable pour Notre-Dame de Dijon (fig.10) en 1485. Il réalise la figure en grisaille de saint Bénigne, dont la physionomie a été développée par le second et le troisième Maître comme pour le roi David, saint Jean et le chanoine en prière (fig.11).
Bien qu'il ne soit pas encore possible d'identifier le troisième Maître avec Jean II Changenet, le lien avec Avignon constitue l'indice déterminant pour l'identification des Maîtres des Prélats.

## Galerie d'images

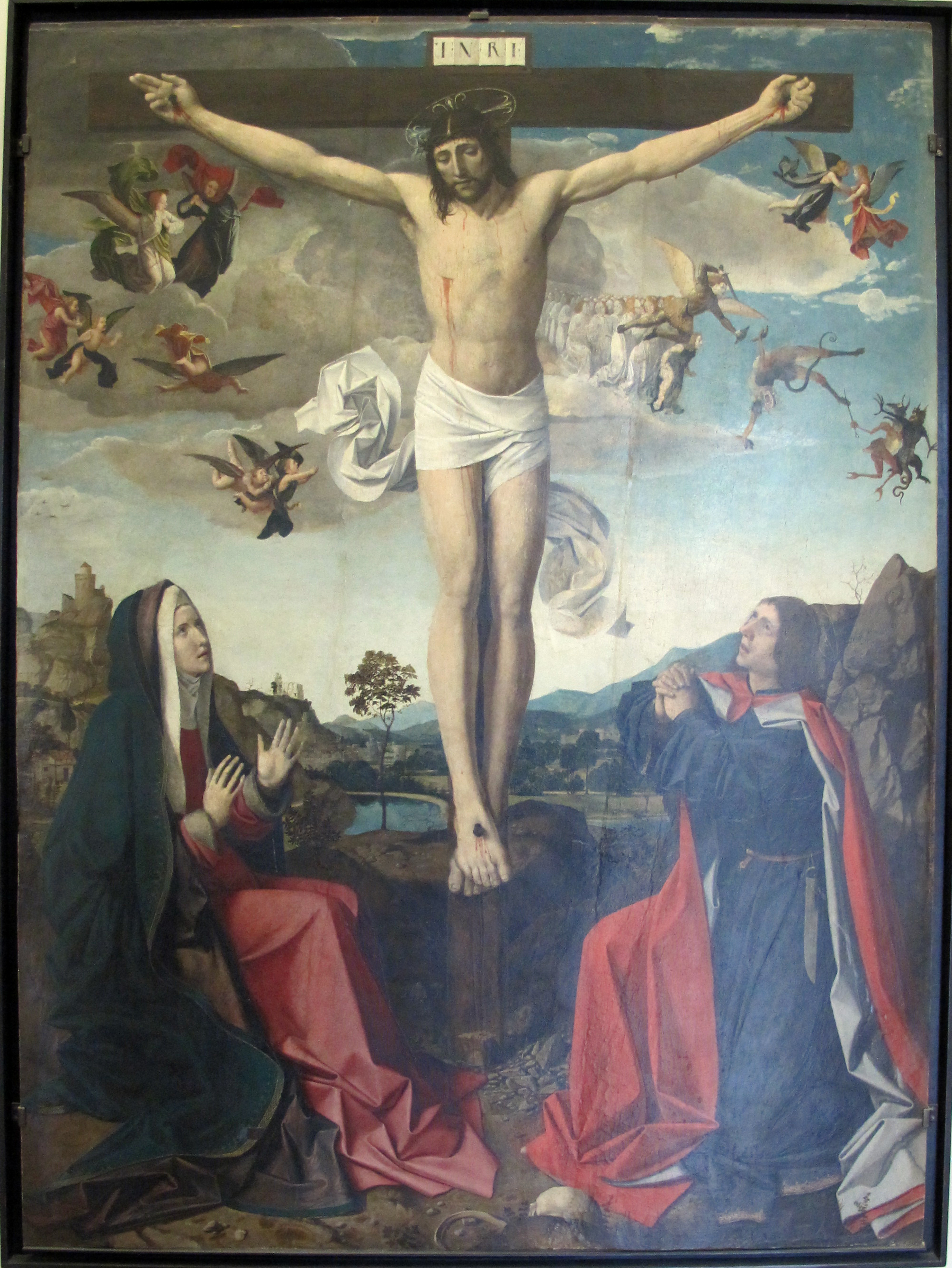
Fig. 1. Josse Lieferinxe, Calvaire du Parlement de Dijon, vers 1500.
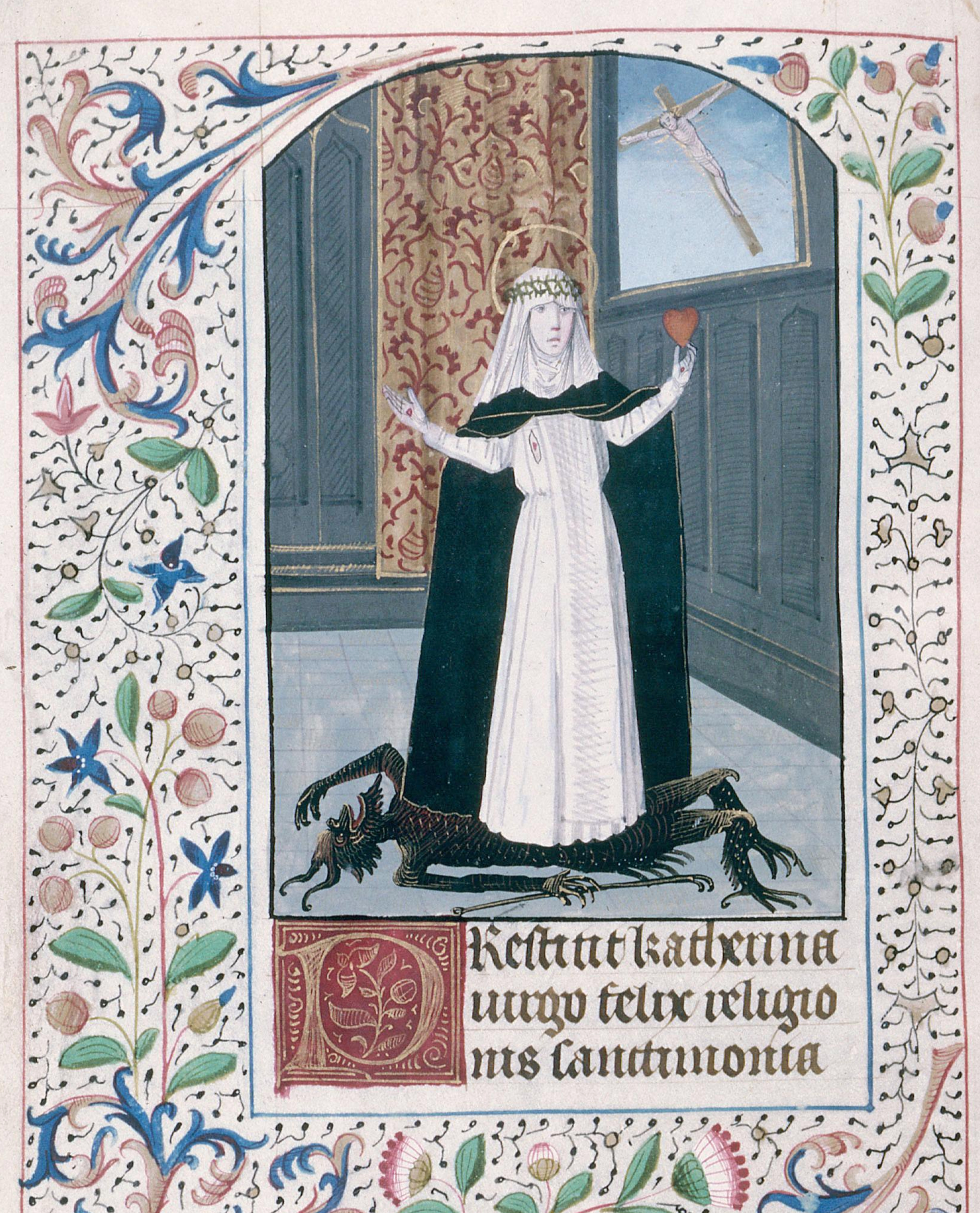
Fig. 3. Katherina virgo felix - Heures à l'usage d'Autun Philibert Pillot, vers 1475.
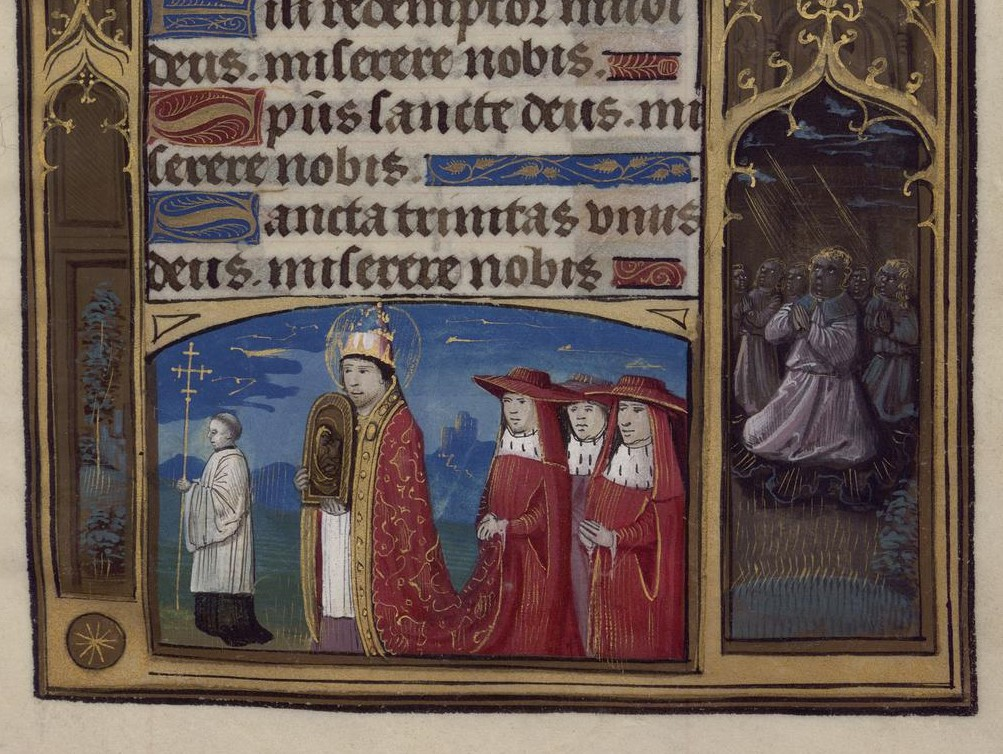
Fig. 6, Heures Berbisey, figure de Pape Grégoire le Grand, vers 1500.
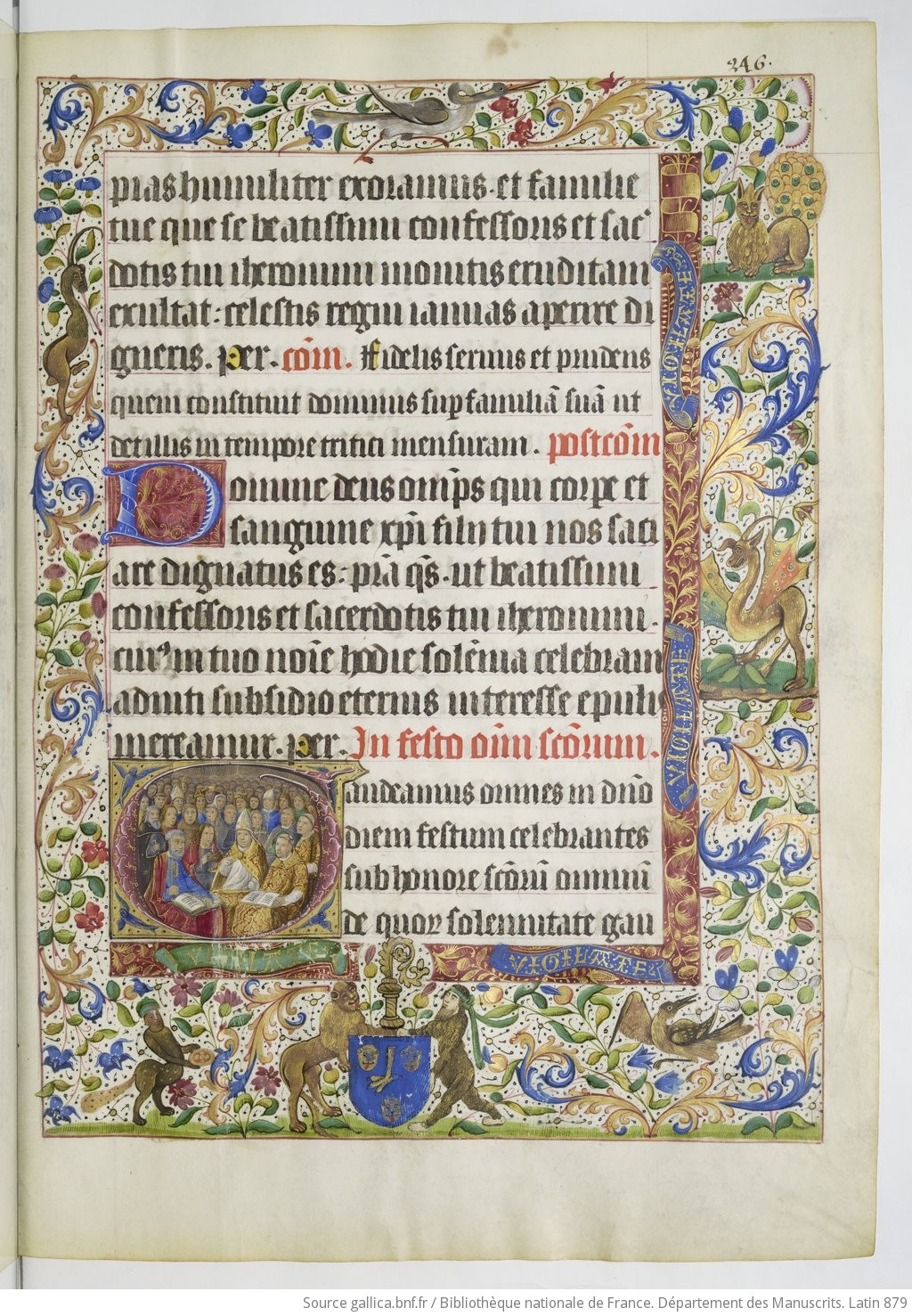
Fig. 7. Missel de Richard Chambellan ou Missale Sancti Stephani Divionensis - Le Pape entouré de ses cardinaux, 1485-1490.
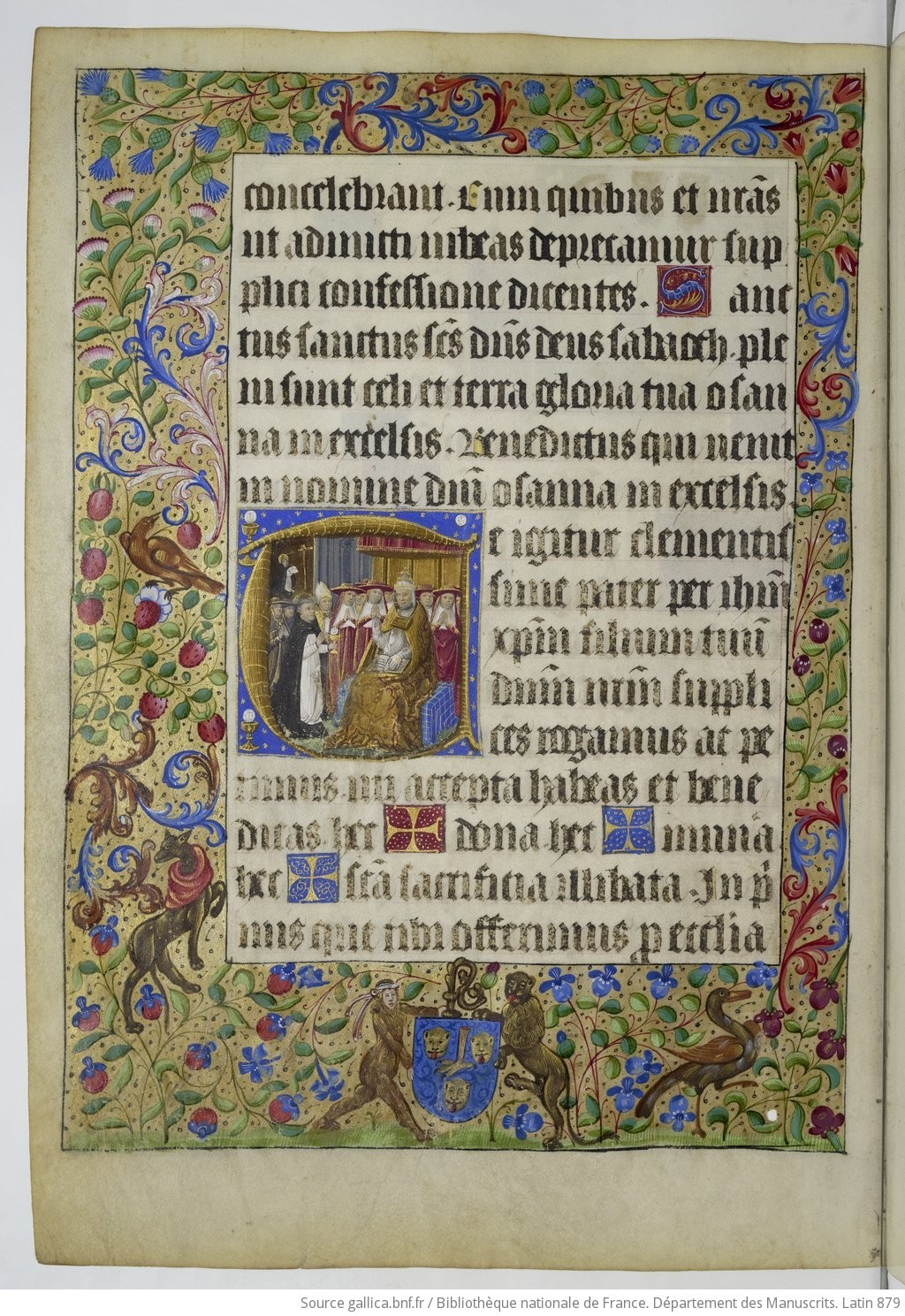
Fig 9. Missel de Richard Chambellan ou Missale Sancti Stephani Divionensis -Deuxième lettre, détail du pape entouré des cardinaux, chargeant Thomas d'Aquin de composer un office en l'honneur du Corpus Christi. 1485-1490.
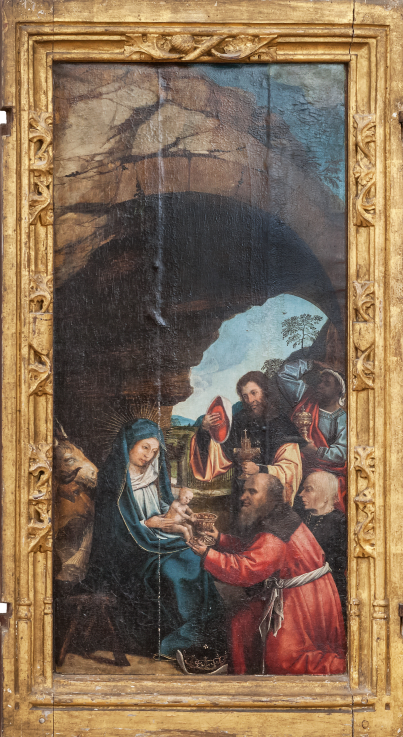
Fig 10. Jean II Changenet puis Jean Grassi, Adoration des Mages, 1490-95.
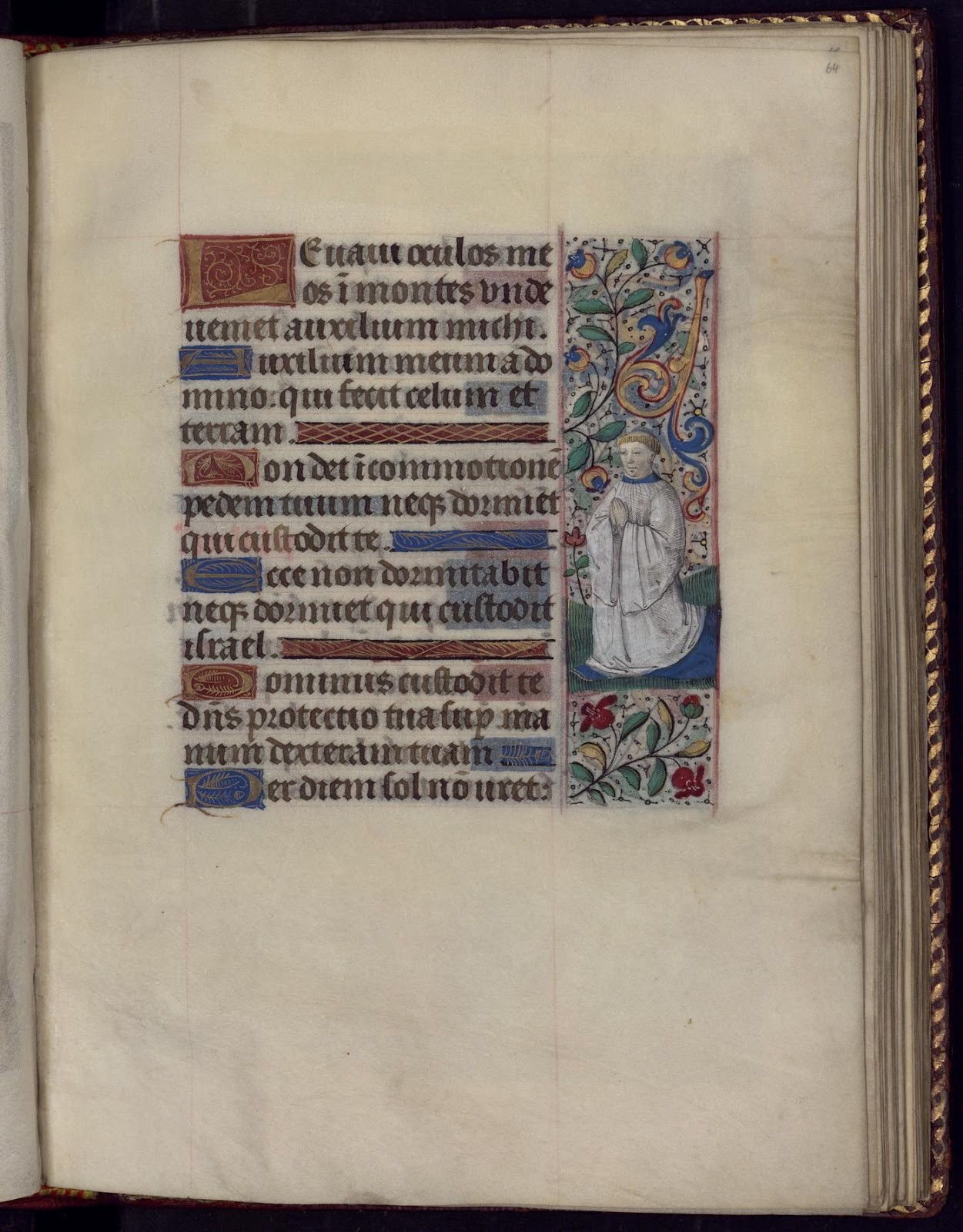
Fig.11. Heures Berbisey, figure de chanoine en prière, vers 1500.